# Шкотско низоземље
Шкотско низоземље (шкот. Scots Lawlands; шкотгел. Galldachd — „мјесто странаца”) је културно-историјска област Шкотске.
Низоземље је није званично географска или управна област земље. Постоје двије главе топографске области: Средишње низоземље и Јужно побрђе. Израз Низоземље се првенствено односи на Средишње низоземље. Међутим, у неформалном говору појам се односи на оне дијелове Шкотске који не потпадају под Шкотску висију. Границу између ове двије области представља линија између Стоунхевна и Хеленсбурга (код залива Клајд). Низоземље лежи источно и јужно од линије. Нису сви дијелови Низоземља (као што је Јужно побрђе) физички ’ниски’, али неки дијелови Висије (као што је Ајлеј) су ниски.
У геолошком смислу, линија разграничења између Низоземља и Висије је Висијски гранични расед. На том мјесту је законски одређена Висијска линија у преткаледонском добу, а мјере су преузете како би се сузбила гелска култура.